# ابن شقير
أبو بكر أحمد بن الحسن بن الفرج بن شقير (؟ - 317هـ) هو نحوي بغدادي، مالَ إلى المذهب الكوفي، وعاصر ابن السراج ومبرمان وابن الخياط.

## حياته
لا يُعرف الكثير عن ابن شقير، ولا تروي لنا كتب التراجم شيئاً عن تاريخ ولادته أو عن نشأته وشبابه، واسمه هو أبو بكر أحمد بن الحسن بن العباس بن الفرج بن شقير، وبعض المصادر تجعله أحمد بن الحسين بن الفرج. تتلمذ ابن شقير لدى أحمد بن عبيد بن ناصح البغدادي، وكان مشهوراً برواية كُتُب الواقدي عنه. اشتهر ابن شقير في بغداد، وكان ميَّالاً إلى المذهب الكوفي، وأخذ عنه النحو ابن شاذان. تُوفِّي ابن شقير في سنة 317 من التقويم الهجري، إلا أنَّ أبي الحسن الدارقطني يذكر أنَّ وفاته كانت في سنة 315، وراجعه كثير من المؤرخين بعده منهم أبو بكر الخطيب وأبو الفتح جخجخ.

## مؤلفاته
- لهُ مُختصرٌ في النحو.
- «المقصور والممدود».
- «المذكر والمؤنث».
- «الجُمَل» (يُنسب هذا الكتاب إلى الخليل بن أحمد ولكنَّ ياقوت الحموي وكثير من المؤرخين ذكروا أن كاتبه هو ابن شقير، وقد نشر محمود حسني بحثاً أثبت فيه أنَّ الكتاب مؤلِّفه هو ابن شقير وليس الخليل).